# 부여 천왕사지 석조여래입상
부여 천왕사지 석조여래입상(부여 천왕사지 石造如來立像)은 충청남도 부여군 부여읍, 국립부여박물관에 있는 고려시대의 불상이다. 1984년 5월 17일 충청남도의 문화재자료 제106호로 지정되었다.

## 개요
1933년 충청남도 부여군 부여읍 금성산의 천왕사 절터에서 발견되어 현재 국립부여박물관에 옮겨져 있는 불상이다. 몸체에 비하여 머리가 크며 어깨와 하체가 거의 일직선으로 곧바로 서 있는 자세이다.
얼굴은 살이 올라 풍만하며 눈은 반쯤 감겨있다. 목에는 3줄의 주름인 삼도(三道)가 새겨져 있으며, 양 어깨에 걸친 옷은 아무런 무늬없이 발 밑까지 내려져 있다. 오른손은 위로 올려 손바닥이 밖을 향하게 하였고, 왼손은 아래로 늘어뜨려 손바닥이 보이게 하였다.
몸체에 비해 머리가 크게 표현되어 전체의 균형을 잃고 비례가 맞지 않는 조각수법으로 보아 충청도 일원에서 유행했던 고려시대의 지방화된 불상으로 추정된다.

## 같이 보기
- 부여 천왕사지

## 참고 문헌
- 박물관석조여래입상 - 국가유산청 국가유산포털